# Allassac
Allassac (in occitano Alaçac) è un comune francese di 3 865 abitanti situato nel dipartimento della Corrèze nella regione della Nuova Aquitania.

## Società

### Evoluzione demografica
Abitanti censiti